# 殿山町
殿山町（とのやまちょう）は、大阪府北河内郡にあった町。現在の枚方市の北部、京阪本線御殿山駅・牧野駅の周辺にあたる。

## 地理
- 河川：淀川、船橋川、穂谷川、天野川

## 歴史
- 1935年（昭和10年）2月11日 - 牧野村・招提村が合併して殿山町が発足。
- 1938年（昭和13年）11月3日 - 枚方町・山田村・樟葉村・川越村・蹉跎村と合併し、改めて枚方町が発足。同日殿山町廃止。

## 教育
- 殿山第一尋常小学校
- 殿山第二尋常小学校

両校とも、枚方町に編入された後も「殿山」を冠した校名が維持されている。

## 交通

### 鉄道路線
- 京阪電気鉄道
  - 本線
    - 御殿山駅 - 牧野駅

### 道路
現在は旧村域に第二京阪道路の枚方学研インターチェンジが所在するが、当時は未開通。